# Revere Journal
O Revere Journal é o jornal local de Revere, Massachusetts. Foi fundada em 1881 com E. H. Pierce como editor e originalmente foi publicada como uma publicação de oito páginas aos sábados, com uma circulação inicial de 2.500.